# Gyula Grosics
Gyula Grosics (Dorog, 4 de febrer de 1926 - Budapest, 13 de juny de 2014) fou un jugador de futbol hongarès dels anys 50.

## Trajectòria esportiva
Fou el porter del llegendari equip hongarès que meravellà als anys 50, amb companys com Nándor Hidegkuti, Ferenc Puskás, Zoltán Czibor, Sándor Kocsis i József Bozsik. Rebé el sobrenom de la pantera negra (en hongarès: A fekete párduc).
Amb la selecció de futbol d'Hongria disputà tres Mundials consecutius, el 1954, 1958 i 1962. A nivell de clubs defensà els colors de MATEOSZ, Budapest Honvéd FC i Tatabányai Bányász, retirant-se el 1963.
A nivel de club destacà al MATEOSZ entre 1947 i 1949, al Budapest Honvéd FC, 1950-1957 i al Tatabányai Bányász, 1957-1963.

## Enllaços externs

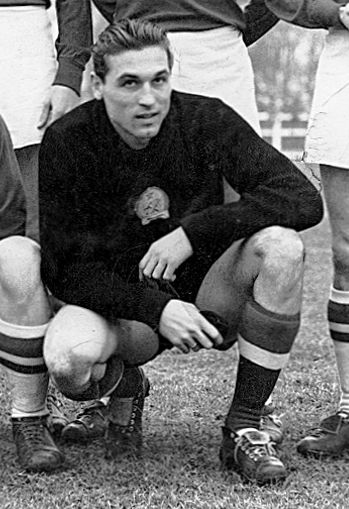
Gyula Grosics, 1953.